# Liên hợp estrogen

Estrone sulfat, liên hợp 3-sulfate của estrone.

Estriol glucuronide, liên hợp 16α-glucuronide của estriol.

Một liên hợp estrogen là một liên hợp của một estrogen nội sinh. Chúng xảy ra tự nhiên trong cơ thể dưới dạng các chất chuyển hóa của estrogen và có thể được chuyển trở lại thành estrogen. Họ đóng vai trò như một hồ chứa lưu hành cho estrogen, đặc biệt là trong trường hợp estradiol dược phẩm đường uống. Các liên hợp estrogen bao gồm các liên hợp sulfat và/hoặc glucuronide của estradiol, estrone và estriol: 
- Sulfated:
  - Estrone 3-sulfat (E1S)
  - Estradiol 3-sulfat (E2S, E2-3S) and estradiol 17β-sulfat (E2-17S)
  - Estriol 3-sulfat (E3S)
- Glucuronidated:
  - Estrone 3-glucuronide (E1-G)
  - Estradiol 3-glucuronide (E2-3G) and estradiol 17β-glucuronide (E2-17G)
  - Estriol 3-glucuronide (E3-3G), estriol 16α-glucuronide (E3-16G)
- Mixed:
  - Estriol 3-sulfate 16α-glucuronide (E3-3S-16G)

 Các liên hợp estrogen được liên hợp tại các vị trí C3, C16α và/hoặc C17β, trong đó các nhóm hydroxyl có sẵn.
Các liên hợp estrogen đã được sử dụng như estrogen dược phẩm, như trong estrone sulfate là estropipate (piperazine estrone sulfate) và estrogen liên hợp (Premarin) và estriol liên hợp (Progynon, Emmenin).